# Lubeck live 02.09.87
Lubeck live 02.09.87 è un album Live dell'Hardcore punk band di italiana Indigesti.

Il disco fu registrato nel settembre del 1987 durante uno degli ultimi tour della band ma pubblicato su CD solamente molti anni dopo dalla Vacation House Records, piccola casa discografica indipendente fondata dal cantante degli stessi Indigesti.

## Formazione
- Rudy Medea - voce
- Enrico Giordano - chitarra
- Silvio Bernelli - basso
- Massimino Ferrusi - batteria

## Brani
1. Intro
2. Doppio confronto
3. Slide behind your eyes
4. Fragile costruzione mobile
5. The sand through the green
6. You and me "i'm like you"
7. Dubbio legato
8. Cat and mouse
9. Trouble fun
10. Dune
11. Sentimento altruista
12. Silenzio statico
13. Osservati dall'inganno
14. Oltre camera
15. We dance
16. Mai
17. Senso di abitudine
18. The sand through the green
19. Diretto nel mio sguardo
20. Alone d'oro
21. Trouble fun
22. Cat and mouse
23. Valley
24. You and me "i'm like you"
25. Our soul passes
26. Silenzio statico